# نیرجا
نیرجا (به هندی: Neerja) فیلمی محصول سال ۲۰۱۶ و به کارگردانی رام مدهوانی است. در این فیلم بازیگرانی همچون سونام کاپور، شبانه اعظمی، یوگندرا تیکو، شکهار راوجینی، کاوی شاستری، ساده اورهان ایفای نقش کرده‌اند.

## خلاصه داستان
این فیلم بر اساس حادثه هواپیماربایی پرواز شماره ۷۳ پان‌آم ساخته شده‌است که طی آن دختری ۲۳ ساله به نام نیرجا بانوت جان صدها انسان را نجات داد و خودش جانش را از دست داد.
این هواپیماربایی زمانی که هواپیما در فرودگاه بین‌المللی جناح کراچی پاکستان توقف داشت انجام شد. این هواپیما با ۳۷۹ سرنشین قرار بود از مبدأ فرودگاه بین‌المللی چاتراپاتی شیواجی بمبئی به مقصد فرودگاه بین‌المللی جان اف کندی نیویورک پرواز کند و در فرودگاه‌های فرودگاه بین‌المللی جناح و فرودگاه بین‌المللی فرانکفورت نیز توقف‌هایی داشته باشد. این هواپیماربایی ۱۶ ساعته پس از درگیری مأموران امنیتی با هواپیماربایان و با ۵۱ کشته و ۱۲۰ زخمی پایان یافت.